# Argia huanacina
Argia huanacina е вид водно конче от семейство Coenagrionidae. Видът не е застрашен от изчезване.

## Разпространение
Разпространен е в Боливия, Бразилия, Еквадор, Колумбия и Перу.